# 넓은이빨청상아리

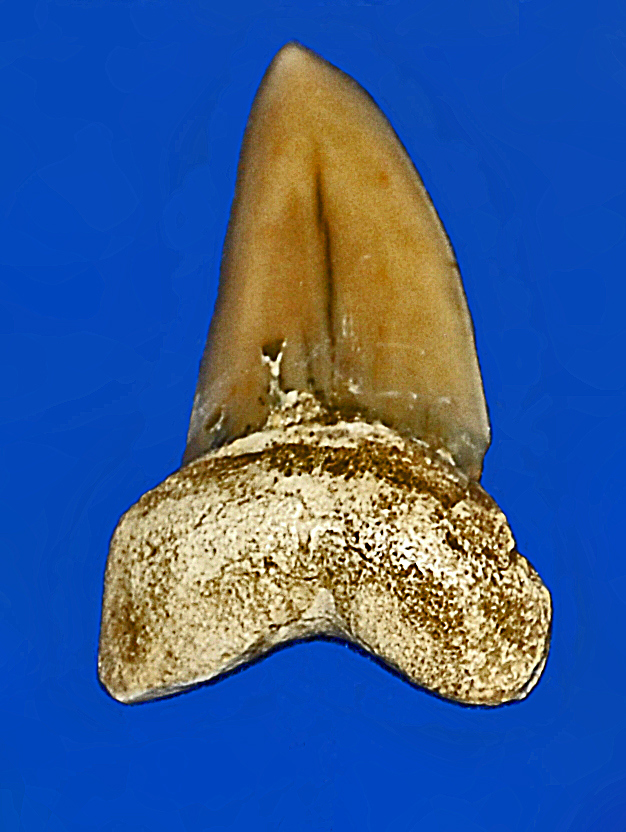
넓은이빨청상아리의 이빨

넓은이빨청상아리(학명:Cosmopolitodus hastalis)는 800만년전~500만년전 신생대의 마이오세와 플리오세에 살았던 몸길이가 5~7m인 거대 어류이다. 악상어목 악상어과의 물고기이다. 지금은 멸종된 상태이다.

## 특징
현생의 청상아리와 연관이 있는 종이다. 청상아리와 특징이 대부분 유사하지만 차이점으론 이빨이 청상아리에 비해 거친 이빨의 톱니가 있었고 메갈로돈과 비슷한 이빨을 가졌다는 점이 있었다. 화석이 최초로 발굴이 된 곳은 미국 남부이며 생존 당시에는 북아메리카와 남아메리카의 태평양 연안에 광범위하게 서식했을 어종으로 추측된다. 먹이로는 당시에 살았던 고래, 해양 포유류, 어류, 두족류를 주로 섭이했을 것으로 추측한다.

## 같이 보기
- 흉상어목
- 흉상어과
- 청상아리